# Béoux
Der Béoux ist ein Gebirgsfluss in Frankreich, der im Département Hautes-Alpes in der Region Provence-Alpes-Côte d’Azur verläuft. Er entspringt im nordwestlichen Gemeindegebiet von Dévoluy, im gleichnamigen Dévoluy-Massiv, an der Ostflanke des Gipfels Roc de Garnesier (2383 m). Der Fluss entwässert im Oberlauf im südöstlicher Richtung, schwenkt dann auf Süd und mündet nach rund 17 Kilometern im Gemeindegebiet von Veynes als rechter Nebenfluss in den Petit Buëch. Im Mündungsabschnitt quert der Béoux die Bahnstrecke Veynes–Briançon.

## Orte am Fluss
(Reihenfolge in Fließrichtung)
- La Cluse, Gemeinde Dévoluy
- Les Bernards, Gemeinde Montmaur
- Le Petit Vaux, Gemeinde Veynes
- Montmaur
- Meyssirat, Gemeinde Veynes